# Przypusta
Przypusta [pronunciación en polaco: /pʂɨˈpusta/] es un pueblo ubicado en el distrito administrativo de Gmina Brójce, dentro del condado de Łódź Este, voivodato de Łódź, en el centro de Polonia. Se encuentra a unos 4 kilómetros al noroeste de Brójce y a 14 kilómetros al sureste de la capital regional Łódź.